# 冢头镇
冢头镇，是中华人民共和国河南省平顶山市郏县下辖的一个乡镇级行政单位。

## 行政区划
冢头镇下辖以下地区：
北街村、东街村、西寨村、纪村、前王庄村、王寨村、北三郎庙村、高庄村、焦南村、焦北村、陆村、圪塔王村、圪塔寨村、李梓楼村、柏坟周村、小庙张村、段村、陈寨村、仝村、秦楼村、花刘村、李渡口村、靳庄村、梁庄村、大花园村、天地庙村、柿园村、兰育村、李子曰庄村、拐河村、达理王村、小李庄村、南三郎庙村、高刘庄村和任刘庄村。

## 中国传统村落
- 2012年12月，西寨村被评为首批“中国传统村落”。
- 2013年8月，李渡口村、北街村、东街村被评为第二批中国传统村落。